# Daria Korczyńská
Daria Onyśko-Korczyńská (* 30. července 1981, Kolobřeh) je polská atletka, sprinterka.

## Kariéra
V roce 2003 získala na evropském šampionátu do 23 let v Bydhošti dvě stříbrné medaile (100 m, 4×100 m). Na Mistrovství Evropy v atletice 2006 v Göteborgu doběhla ve finále běhu na 100 metrů v čase 11,43 s na 8. místě.
Největší individuální úspěch zaznamenala v roce 2007 na halovém ME v Birminghamu, kde vybojovala v osobním rekordu 7,20 s bronzovou medaili v běhu na 60 metrů. Na stupních vítězů doplnila Rusku Jevgeniji Poljakovovou, která byla o dvě setiny sekundy rychlejší a Belgičanku Kim Gevaertovou (7,12 s).
V roce 2008 reprezentovala na letních olympijských hrách v Pekingu, kde doběhla ve třetím čtvrtfinálovém běhu jako pátá a celkově obsadila 21. místo, což k postupu do semifinále nejkratšího sprintu nestačilo. O dva roky později na evropském šampionátu v Barceloně byla členkou štafety, která vybojovala v běhu na 4×100 metrů bronzové medaile.

### Osobní rekordy
- 60 m (hala) – 7,20 s – 4. březen 2007, Birmingham
- 100 m – 11,22 s – 16. srpen 2008, Peking